# Müggelsee
Müggelsee – największe jezioro w Berlinie. Leży na południowy wschód od centrum miasta, w okręgu administracyjnym Treptow-Köpenick.
Jezioro ma powierzchnię 7,433 km², 4,3 km długości i 2,6 kilometra szerokości. Jego głębokość maksymalna dochodzi do 8 metrów. Przez jezioro przepływa rzeka Sprewa. Jest jeziorem wytopiskowym powstałym w wyniku zlodowacenia północnopolskiego w okresie późnego plejstocenu.
Leży w obrębie dzielnic Köpenick, Friedrichshagen i Rahnsdorf. Jest popularnym wśród berlińczyków miejscem wypoczynku i uprawiania sportów wodnych, w tym żeglarstwa.